# Goalunited
Goalunited è un videogioco per browser di tipo manageriale ispirato al gioco del calcio sviluppato dalla casa tedesca Gameforge, dal 1º gennaio 2009 ceduto alla Nothworks e nel 2010 acquistato da Travian Games.
Nato in Germania nel 2006, nel 2010 il gioco conta oltre 1.500.000 giocatori registrati in tutto il mondo. Goalunited è disponibile in molte nazioni e lingue, tra cui anche l'italiano.

## Storia
In Goalunited Classic gli utenti potevano giocare gratuitamente ed essere allo stesso livello di quelli che acquistavano il "premium" o che acquistavano delle "stelle". Con il premium infatti si ottenevano solo delle migliorie grafiche (divisa personalizzata, stemma personalizzato), l'accesso alle statistiche su tutte le squadre di Goalunited e la semplificazione di alcuni passaggi, con le stelle era possibile organizzare delle partite in più a settimana che però non avevano effetto sui giocatori e che non facevano guadagnare nulla a chi le giocava.
Il 30 settembre 2010 è stata pubblicata una versione parallela a Goalunited 2010, rinominato in Goalunited Classic, chiamata Goalunited 2011, con diversi cambiamenti nel gioco, ma che permette agli utenti che pagano di avere dei vantaggi attraverso l'utilizzo di particolari carte a pagamento che migliorano le prestazioni della squadra, dell'allenamento e le caratteristiche di ogni singolo giocatore. Il gioco veniva aggiornato annualmente e il suo nome modificato di anno in anno.
Il 4 marzo 2014 è stato annunciato che Goalunited Classic sarebbe stato chiuso il 31 agosto 2014.
Nel giugno del 2015 viene annunciato che Goalunited 2015 sarebbe stato rinominato in Goalunited Legends.
Il 7 luglio 2015, dopo un periodo di beta testing, è stata distribuita una versione parallela a Goalunited Legends chiamata Goalunited Pro, nella sua versione per browser. Questa nuova versione utilizza una veste grafica completamente rinnovata e apporta dei cambiamenti ad alcune meccaniche del gioco, come la formazione, l'allenamento e la gestione di sponsor e staff.
Il 25 agosto 2015 è stata distribuita per sistemi Android e iOS un'applicazione chiamata Goalunited Live che permette di seguire da smartphone alcuni aspetti della propria squadra su Goalunited Pro come la rosa, la classifica, le partite e la formazione.
Nel 2016 è stata lanciata un'applicazione che permette di giocare a Goalunited Pro da tablet, Android e iPad.
Alla fine del 2017 viene annunciato che a causa del suo insuccesso Goalunited Pro sarebbe stato chiuso al termine della stagione allora in corso, facendo tornare Goalunited Legends l'unica edizione giocabile.

## Modalità di gioco
Una volta effettuata la registrazione viene consegnata una licenza con la quale simbolicamente si ufficializza l'affidamento della gestione della nuova squadra all'utente. Nella maggior parte dei casi la squadra viene assegnata a campionato già in corso ed era stata precedentemente gestita da un altro manager che l'ha abbandonata o viene assegnata al posto di una squadra gestita dal computer; è composta inizialmente da diciannove giocatori, tutti di nazionalità uguale al campionato scelto e con la forza dei giocatori uguale per tutte le nuove iscritte. La squadra è quindi assegnata a un campionato o "serie" e rispettivo girone, in base all'ordine d'iscrizione, dalla serie più alta alla più bassa.
Il campionato dura sedici settimane con alla fine una settimana di playoff e di playout dove la seconda (terza nella settima serie) squadra di ogni girone deve sfidarsi con altre tre squadre classificate in terza posizione ad altri tre gironi e con le due squadre ai playout della serie superiore per decidere quali squadre sarebbero potute salire nella serie superiore, quali sarebbero dovute restare per un'altra stagione nella stessa serie e quali sarebbero dovute retrocedere.
L'utente, che veste quindi i panni di un manager, deve gestire al meglio il club sia per quanto riguarda l'aspetto economico sia per quello tattico. Per vincere il campionato e quindi salire di serie non occorre infatti concentrarsi solo sulla compagine da schierare in campo, ma anche gestire al meglio il bilancio.

### Aspetto economico
Ogni club ha un proprio stadio che è possibile ampliare fino a 120.000 posti e di cui si può aumentare la comodità per gli spettatori durante il gioco; per aumentare il numero di spettatori presenti e quindi gli incassi dovuti al prezzo dei biglietti. Inoltre una volta a settimana si presenta uno sponsor con una propria offerta pecuniaria per settimana e per partita vinta in campionato. Le uscite settimanali invece sono dovute agli stipendi dei giocatori, calciomercato, dello staff e della manutenzione dello stadio.
In ogni momento è possibile investire o chiedere in prestito denaro alla banca; inoltre con un'abilità e un'esperienza maggiore del commercialista si possono trarre più vantaggi dalla banca. Se si decide di puntare sulle giovanili, bisogna pagare una somma in base a quanti giovani si vogliono osservare ogni settimana. Una volta completata l'osservazione sul singolo giovane è possibile promuoverlo in prima squadra. In alternativa a ciò, grazie a una rosa di venticinque giocatori è anche possibile finanziare le attività del proprio Club con la compravendita di calciatori da acquistare sul mercato (sempre aperto), valorizzare e rivendere, generando quindi delle plusvalenze.

### Aspetto tattico
Ogni giocatore possiede tredici abilità, di cui otto dipendono dalle abilità calcistiche del giocatore, tre (forma, freschezza e condizione) indicano la forma fisica del giocatore, l'abilità di esperienza, che aumenta a ogni incontro che viene disputato dal giocatore e un'eventuale abilità di talento che è innata nel giocatore e grazie alla quale si possono verificare eventi speciali nel corso di una partita. Le otto abilità che rappresentano le abilità calcistiche del giocatore possono aumentare di valore grazie all'allenamento settimanale, che avviene nella notte tra domenica e lunedì.
Il campo in cui disporre i giocatori nelle varie posizioni può essere immaginato come un quadrato di dimensioni 3x3 in cui ogni quadrante è diviso in diverse sottoposizioni. Ogni squadra può adottare una tattica a scelta fra le sei disponibili e un tipo di marcatura tra "a zona" e "a uomo". Queste tattiche danno una determinata percentuale di vantaggi e svantaggi nelle varie zone del campo a seconda della tattica scelta.

## Campionati internazionali
Nella versione Goal United 2008 sono state introdotte le squadre nazionali, i cui convocati, moduli e tattiche vengono scelti attraverso una votazione tra tutti i manager della nazione. I primi campionati Europei sono stati vinti dalla Polonia che ha sconfitto in finale l'Italia per 5 a 3.
Nella nuova versione di Goalunited nell'estate 2012 è stato organizzato in occasione degli Europei 2012 un torneo strutturato in otto partite per ciascuna squadra partecipante che poteva scegliere una nazione europea per cui gareggiare tra quelle partecipanti all'europeo. I goal segnati in queste partite si trasformavano in punti per la propria nazione. Al termine la vittoria è andata alla Germania che alla prima giornata si trovava nelle ultime posizioni.
Tornei omologhi sono stati organizzati in occasione dei mondiali di calcio del 2014 e degli Europei 2016. Anche questi tornei furono vinti dalla Germania.